# Международный день памятников и исторических мест
Международный день памятников и исторических мест (День всемирного наследия) отмечается 18 апреля. Установлен в 1983 году Ассамблеей Международного совета по вопросам охраны памятников и достопримечательных мест (ИКОМОС) созданной при ЮНЕСКО, с целью привлечь внимание общественности к вопросам защиты и сохранения всемирного культурного наследия. Впервые, на межгосударственном уровне, день памятников и исторических мест отмечался 18 апреля 1984 года.
В рамках празднования Дня всемирного наследия проводятся конференции по вопросам сохранения и защиты культурного наследия, а также другие мероприятия. Некоторые музеи в этот день (также, как и в Международный день музеев) можно осмотреть без покупки входного билета, бесплатно. Также посетители могут побывать в архитектурных комплексах и исторических зданиях, которые в обычные дни закрыты для посещения.